# Mayer Hawthorne
Andrew Mayer Cohen, mais conhecido como Mayer Hawthorne é um cantor, produtor, compositor, arranjador, engenheiro de áudio, rapper, DJ e multi-instrumentista estadunidense.
Músico multi-instrimentista e DJ, ele adotou o nome artístico para gravar suas próprias interpretações de sucessos de soul music dos anos 60 e 70, e ainda, composições próprias inspiradas no estilo.
Mayer Hawthorne e The County é um nome que Cohen usa frequentemente ao executar ou gravar como Mayer Hawthorne com outros artistas. Ela é também sua banda quando ele se apresenta ao vivo.

## Biografia

### Início
Mayer nasceu em 2 de fevereiro de 1979, na cidade norte-americana Ann Arbor, Michigan. Em seu primeiro ano escolar, ele substituiu sua foto da classe com uma foto de Elvis Presley. Seus pais, Kathi (que toca piano) e Richard Cohen (toca guitarra e bateria), sempre foram muito favoráveis ao seu amor pela música e foram seus primeiros professores nos instrumentos que tocavam. Ele tem duas irmãs mais novas, Becky e Kelly. O nome artístico "Mayer Hawthorne" é uma combinação de nome verdadeiro meio de Cohen (Mayer) e o nome da rua em que ele cresceu em Hawthorne Road, em Ann Arbor, Michigan. Cohen é Judeu e fez um Bar Mitzvah em 1992 no Temple Beth Emeth em Ann Arbor, Michigan.

### Carreira e momentos significativos
Hawthorne começou sua carreira em 2002 como membro do grupo de Hip-Hop Athletic Mic League (com o pseudônimo de DJ Haircut), em Ann Arbor, antes de se mudar para Los Angeles em 2005. Se apresentando como DJ em Los Angeles por um tempo, sua forma de fazer música acabou atraindo a atenção de Peanut Butter Wolf, produtor musical e dono da gravadora Stones Throw Records, ele então assinou com a gravadora. Originalmente, as faixas de Mayer Hawthorne foram criadas para fins de amostragem e quando ele recebeu o contrato para o que ele pensava ser um single, Peanut Butter Wolf gostou das músicas e insistiu que fossem transformadas em um álbum. Hawthorne não teve nenhum treinamento vocal antes de fazer as músicas do álbum.
Seu single de estreia, "Just Ain't Gonna Work Out"/"When I Said Goodbye", foi lançado num LP em formato de coração vermelho, em 4 de novembro de 2008. Seu segundo single Maybe So, Maybe No"/"I Wish It Would Rain  foi lançado em 19 de abril de 2009. Seu álbum de estréia, A Strange Arrangement foi lançado em CD e LP em pela Stone Throw em 8 de setembro de 2009. A música "When I Said Goodbye" foi apresentada no curta-metragem de Kanye West chamado We Were Once a Fairytale. Em 2011, Hawthorne forneceu vocais para canção "Love in Motion" de Sébastien Akchoté-Bozović.
Após o sucesso de seu álbum de estreia, A Strange Arrangement, Mayer Hawthorne assinou com a gravadora Republic Records para lançar seu segundo álbum, How Do You Do. O LP, lançado em 10 de outubro de 2011, apresenta o single “A Long Time”, lançando digitalmente em 24 de maio. Em 15 de julho de 2011, Mayer Hawthorne foi um dos convidados, junto com Booker T. Jones, famoso tecladista de Memphis da renomada Stax Records no Episódio 43 do webcast de Daryl Hall, "Live From Daryl's House". Hawthorne, Jones e Hall junto com sua banda de apoio tocaram as músicas "Strange Arrangement," "Green Onions", "No Strings", "Just Ain't Gonna Work Out" , "Your Easy Lovin' Ain't Pleasin' Nothin'","You Make My Dreams" e "Private Eyes". Durante o jantar do grupo, Hawthorne afirmou que, ao trabalhar como um DJ de hip hop, ele começou a gravar suas próprias músicas no estilo Motown para evitar o pagamento de taxas para a amostragem de trabalhos de outros artistas. Ele também tocou todos os instrumentos em cada uma dessas faixas, além de gravar todos os seus vocais.
Mayer Hawthorne e The County foram convidados musicais no programa de TV Conan em 17 de outubro de 2011, e do Late Show with David Letterman em 25 de outubro de 2011. Em ambos os shows, o grupo se apresentou
"The Walk", seu primeiro single a partir de How Do You Do.  Em 2012, Hawthorne lançou o EP ao vivo de seis faixas "KCRW's Morning Becomes Eclectic" , como parte do Black Friday do Record Store Day.
Escrevendo para o Yahoo!, Regis Tadeu publicou uma crítica positiva para o músico em 2012: "Este talentoso multi instrumentista, DJ e produtor não apenas é um excepcional compositor e cantor, mas também um expert em resgatar sonoridades dos anos 60 e 70 e incorporá-las á sua mistura de soul e r&b de um modo quase brilhante. (...)" No final de maio de 2013, Hawthorne lançou seu mais recente single, "Her Favorite Song" de seu álbum Where Does This Door Go. Observa-se que o álbum é uma partida de seu estilo de retrocesso de seus últimos três álbuns.  Mais tarde naquele ano, ele recebeu uma indicação no Grammy por "Melhor Pacote em Caixa ou Edição Especial Limitada" pelo seu álbum How Do You Do.
Hawthorne se apresentou com recepção mista no Bridgestone NHL Winter Classic 2014 em Ann Arbor, MI.
Em 2015 criou juntamente com o produtor musical Jake One, o duo Tuxedo, que tem seu tipo de música inspirado no disco funk dos anos 80. Era para ser apenas mais um projeto paralelo, mas rapidamente ganhou grande proporção. Lançaram três álbuns e organizaram várias turnês mundiais. Hawthorne e Jake ainda estão servindo hinos de pista de dança e produzindo outros músicos como Pitbull e Future.
Hawthorne lançou em 2019 seu próprio selo fonográfico chamado Big Bucks. Desde então, ele lançou uma série de singles que remetiam a suas primeiras músicas como “Green Eyed Love”.
Em 19 de março de 2020, após o Lockdown chegar em Los Angeles por causa da Pandemia de COVID-19, Mayer criou o webcast "Wine & Vinyl Hour with Mayer Hawthorne" com o intuito de entreter seus fãs e também para arrecadar fundos para beneficiar uma organização que está na linha de frente na luta contra o COVID-19 que está ajudando as pessoas mais vulneráveis do planeta, especialmente crianças em áreas mais carentes. O webcast é exibido semanalmente as terças-feiras ao vivo no Youtube sendo apresentando pelo próprio Mayer.
Em novembro de 2021, Hawthorne foi indicado ao 64º Grammys Awards como um dos produtores do álbum Planet Her da cantora norte - americana Doja Cat, na categoria álbum do ano.

## Discografia
- A Strange Arrangement (2009)
- How Do You Do (2011)
- Where Does This Door Go (2013)
- Man About Town (2016)
- Rare Changes (2020)

## Shows no Brasil
Mayer se apresentou no Brasil por três vezes:  em que veio ao Summer Soul Festival, em janeiro de 2011 (antecedendo o show de Amy Winehouse), e outra em turnê, em fevereiro de 2012.
Em 2013, o cantor retornou ao Brasil divulgando seu novo trabalho Where Does This Door Go, fazendo shows no Rio de Janeiro (7 de dezembro), Porto Alegre (11 de dezembro) e São Paulo (12 de dezembro). Em 2018, se apresentou, em janeiro, nas cidades de São Paulo (19, no Cine Joia), Xangri-lá (20, Praia de Atlântida -Festival Pepsi Twist Land), Rio de Janeiro (24, no Blue Note) e Belo Horizonte (27, no Planeta Brasil).